# Kom (sång med Timoteij)
Kom är en sommarrelaterad låt med den svenska popgruppen Timoteij. Den spelades in 2009 och är skriven av Niclas Arn, Karl Eurén och Gustav Eurén. Låten hade från början en engelsk text och hette då Run. Den versionen sjöngs av sångerskan Erika Selin och inspelningen skickades in till Melodifestivalen 2010.
Timoteij deltog i Melodifestivalen 2010 med Kom i den tredje semifinalen i Göteborg, och efter att tittarna röstat på sin favorit stod det klart att Kom hade fått flest röster och gick därför direkt till finalen i Stockholm den 13 mars 2010. I finalen tävlade bidraget om att få representera Sverige i Eurovision Song Contest 2010, som hölls i Oslo, Norge. Efter röstningen slutade bidraget på femte plats. Vinnare blev istället Anna Bergendahl och This is My Life.
Melodin testades för Svensktoppen, där den kom att ligga i 13 veckor innan den åkte ut.
Melodifestivalklubben utsåg vid en omröstning bland sina medlemmar låten som Sveriges representant i OGAE Second Chance Contest 2010.

## Track listing
Digital Download
(Utgiven: 28 februari 2010) (Universal)
1. "Kom" 3:00

CD-singel
(Utgiven: mars 2010) (Universal)
1. "Kom" 3:00

CD-singel
(Utgiven: 2010) (Universal)
1. "Högt över ängarna" 3:56
2. "Kom" [CM Music Remix] 3:09
3. "Kom" [CM Music Club] 3:04

## Listplaceringar
| Lista (2010)         | Topplacering |
| -------------------- | ------------ |
| Svenska singellistan | 2            |